# Per Holmer
Per Holmer, född 10 december 1951 i Södertälje, är en svensk författare och översättare.
Holmer har studerat konstvetenskap, ryska och nederländska. Han har – huvudsakligen från nederländska men också från engelska, tyska och danska – översatt bland annat Hugo Claus, Graham Swift, Anna Enquist och J. Bernlef samt den senaste, oavkortade utgåvan av Anne Franks dagbok (2005).
Han är gift med Gunilla Boëthius.

## Översättningar
originalspråk: Da = danska, Eng = engelska, Ned = nederländska, Ty = tyska, Afr = afrikaans, * = sekundäröversättning
- Niels Lund: Dagar med Kim och Anne (Dage med Kim og Anne) (Gidlund, 1976) Da
- Idris Davies: Vredens sommar: en dikt ur 1926 (The angry summer) (översatt tillsammans med Per Lindgren, Cavefors, 1978) Eng
- Bernt Engelmann: Stora förtjänstkorset (Grosses Bundesverdienstkreuz) (Tiden, 1979) Ty
- Tom Robbins: Stilleben med hackspett (Still life with Woodpecker) (Norstedt, 1982) Eng
- Oek de Jong: Fladdrande sommarklänningar (Opwaaiende zomerjurken) (Norstedt, 1983) Ned
- Willem Capteyn: Sanne (Sanne) (Raben & Sjögren, 1984) Ned
- Graham Swift: Våtmarker (Waterland) (Norstedt, 1985) Eng
- Hugo Claus: Förundran (De verwondering) (Bonnier, 1985) Ned
- Bruno Ernst: Äventyr med omöjliga figurer (Avonturen met onmogelijke figuren) (Fabel, 1986) Ned
- J. Bernlef: Hjärnspöken (Hersenschimmen) (Norstedt, 1987) Ned
- Oek de Jong: En cirkel i gräset (Cirkel in het gras) (Norstedt, 1987) Ned
- Jesper Höjberg & Kirsten Steensberg: Kyss varandra (Kys hinanden) (Fabel, 1987) Da
- Jan de Zanger: Jag far till Vladivostok (Ik ben naar Wladiwostok) (Fripress, 1987) Ned
- Graham Swift: Fjäderboll (Shuttlecock)  (Norstedt, 1988) Eng
- Graham Swift: En högre rymd (Out of this world) (Norstedt, 1988) Eng
- J. Bernlef: En offentlig hemlighet (Publiek geheim) (Norstedt, 1989) Ned
- Adriaan van Dis: En barbar i Kina (Een barbaar in China) (Forum, 1989) Ned
- Monika van Paemel: Fäders förbannelse (De vermaledijde vaders) (Forum, 1989) Ned
- Michael Krüger: Varför Peking? (Warum Peking?) (Norstedt, 1989) Ty
- Hugo Claus: En stilla förintelse (Een zachte vernieling) (Bonnier, 1990) Ned
- J. Bernlef: Stjärnfall (Vallende ster) (Norstedt, 1991) Ned
- Hugo Claus: Svärdfisken (De zwaardvis) (Bonnier, 1991) Ned
- Graham Swift: I alla sina dagar (Ever after) (Norstedt, 1992) Eng
- Hugo Claus: Belgiens sorg (Het verdriet van België) (Bonnier, 1992) Ned
- Hugo Claus: Spåren [dikter i urval] (översatt tillsammans med Eva Runefelt & Lasse Söderberg, Ellerström, 1994) Ned
- Hugo Claus: Skam (Schaamte) (Bonnier, 1994) Ned
- Marcel Möring: Stora längtan (Het grote verlangen) (Natur & Kultur, 1994) Ned
- Monika van Paemel: Den första stenen (De eerste steen) (Forum, 1994) Ned
- Loedwijk de Boer: Buddan från Ceylon (De Buddha van Ceylon) (pjästext i programblad, Stockholms Stadsteater, 1994) Ned
- Hugo Claus: Gilles och natten (Gilles en de nacht) (pjästext i programblad, Dramaten, 1994) Ned
- Hugo Claus: Belladonna (Belladonna) (Bonnier, 1995) Ned
- Anna Enquist: Jaktscener och soldatvisor [dikter i urval] (Ellerström, 1995) Ned
- Bart Moeyaert och Anna Höglund: Afrika bakom staketet (Afrika achter het hek) (Bonnier Carlsen, 1995) Ned
- J. Bernlef: Förmörkelse (Eclips) (Norstedt, 1996) Ned
- Loedwijk de Boer: Angelo & Rosanna (Angelo & Rosanna) (pjästext i programblad, Stockholms Stadsteater, 1996) Ned
- J. Bernlef: Kall brand (Koud vuur) (Heidrun, 1997) Ned
- J. Bernlef: Vargton [dikter i urval] (Ellerström, 1997) Ned
- Remco Campert: Städer om aftonen [dikter i urval] (översatt tillsammans med Lasse Söderberg, Ellerström, 1997) Ned
- Graham Swift: Sista beställningen (Last orders) (Norstedt, 1997) Eng
- Eddy van Vliet: Avlad i den strängaste av vintrar [dikter i urval] (Ellerström, 1997) Ned
- Hugo Claus: Rykten (De geruchten) (Bonnier, 1997) Ned
- Adriaan van Dis: Indiska sanddyner (Indische duinen) (Forum, 1997) Ned
- Anna Enquist: Mästarprovet (Het meesterstuk) (Natur & Kultur, 1997) Ned
- Arnon Grunberg: Blåmåndagar (Blauwe maandagen) (Bromberg, 1998) Ned
- Marcel Möring: I Babylon (In Babylon) (Natur & Kultur, 1998) Ned
- Anna Enquist: Hemligheten (Het geheim) (Natur & Kultur, 1999) Ned
- Monika van Paemel: Rosor på is (Rozen op ijs) (Forum, 1999) Ned
- Lodewijk de Boer: I Minne (De herinnering) (pjästext i programblad, Stockholms Stadsteater, 1999) Ned
- Hugo Claus: Ofullbordad förfluten tid (Onvoltooid verleden) (Bonnier, 2000) Ned
- J. Bernlef: Boy (Boy) (Norstedt, 2001) Ned
- Gerrit Kouwenaar: ögonblicket: medan [dikter i urval] (Ellerström, 2001) Ned
- Cees Nooteboom: Alla själars dag (Allerzielen) (Bonnier, 2001) Ned
- Hugo Claus: Andjakten (De Metsiers) (Bonnier, 2002) Ned
- Anna Enquist: Blessyr (De kwetsuur) (Natur & Kultur, 2002) Ned
- Arnon Grunberg: Fantomsmärtan (Fantoompijn) (Bromberg, 2002) Ned
- Lulu Wang: Syrendrömmar (Seringendroom) (Bra böcker, 2002) Ned
- Hugo Claus: Oostakkerdikterna (De Oostakkerse gedichten) (Ellerström, 2003) Ned
- Andrew Miller: Syre (Oxygen) (Norstedt, 2003) Eng
- Cees Nooteboom: Philip och de andra (Philip en de anderen) (Bonnier, 2003) Ned
- Abram de Swaan: Mänskliga samhällen (De mensenmaatschappij) (Arkiv förlag, 2004) Ned
- Anna Enquist: Isbärarna (De ijsdragers) (Natur & Kultur, 2004) Ned
- K. Michel: Glas är en trög vätska [dikter i urval] (Ellerström, 2004) Ned
- Connie Palmen: Din tillgivne (Geheel de uwe) (Forum, 2004) Ned
- Willem Elsschot: Bondfångst (Lijmen / Het been) (Lind & co., 2005) Ned
- Anne Frank: Anne Franks dagbok. Den oavkortade originalutgåvan. (Het achterhuis) (Norstedt, 2005) Ned
- Anne Frank: Berättelser från gårdshuset (Verhaaltjes, en gebeurtenissen uit het Achterhuis) (översatt tillsammans med Cecilia Sigurdsdotter & Signe Zeilich-Jensen, Rabén & Sjögren, 2005) Ned
- Elias Canetti: Party under blitzen (Party im Blitz) (Forum, 2005) Ty
- Bent Jensen: Gulag och glömskan (GULAG og glemsel) (Natur & Kultur, 2005) Da
- Anna Enquist: Språnget (De sprong) (Natur & Kultur, 2006) Ned
- Jan Fabre: Fyra stycken [dramatik] (Ruin, 2006) Ned
- Cees Nooteboom: Paradiset förlorat (Paradijs verloren) (Bonnier, 2006) Ned
- Willem Jan Otten: Specht och son (Specht & zoon) (Bonnier, 2006) Ned
- Mirjam Bolle: Låt mig berätta om en helt vanlig dag (Ik zal je beschrijven hoe een dag er hier uitziet) (Norstedt, 2007) Ned
- Tessa de Loo: Tvillingsystrarna (De tweeling) (Bazaar, 2007) Ned
- Annejet van der Zijl: Sonny boy (Sonny Boy) (Lind & co., 2008) Ned
- Willem Elsschot: Ost (Kaas) (Malexis, 2008) Ned
- Torben Munksgaard: Retrograd (Retrograd) (Forum, 2009) Da
- Pramoedya Ananta Toer: Ett barn av alla folk (Kind van alle volkeren; urspr. Anak semua bangsa) (Leopard, 2009) Ned*
- Connie Palmen: Lucifer (Lucifer) (Forum, 2009) Ned
- Christa Schroeder: Hitler var min chef (Er war mein Chef) (Fischer & co., 2009) Ty
- Marcel Philip Remy: Myten Rommel (Mythos Rommel) (Fischer & co., 2010) Ty
- Linda Polman: Kriskaravanen (De crisiskaravaan) (Leopard, 2010) Ned
- Pramoedya Ananta Toer: Fotspår (Voetsporen; urspr. Dejak langkah)) (Leopard, 2010) Ned*
- Nescio: Titaneller (De uitvreter / Titaantjes /  Dichtertje) (Malexis, 2010) Ned
- Erich Kempka: Jag var Hitlers chaufför (Die letzten Tage mit Adolf Hitler) (Fischer & co., 2011) Ty
- Natascha Kampusch: 3096 dagar (3096 Tage) (tillsammans med Heike Gronemeier och Corinna Milborn) (Bonnier, 2011) Ty
- Maurice Gilliams: Elias eller kampen med näktergalarna (Elias, of het gevecht met de nachtegalen) (CKM förlag, 2011) Ned
- Pramoedya Ananta Toer: Glashuset (Het glazen huis; urspr. Rumah kaca) (Leopard, 2011) Ned*
- Arash Hejazi: 47 sekunder (The eye of the gazelle) (Bonnier, 2012) Eng
- Hugo Claus: Sista bädden / En vandring i sömnen (Het laatste bed / Een slaapwandeling) (Malexis, 2012) Ned
- Herman Koch: Middagen (Het diner) (Lind & co., 2012) Ned
- Daniela Krien: Någon gång ska vi berätta allt för varandra (Irgendwann werden wir uns alles erzählen) (Forum, 2013) Ty
- Louis Paul Boon: Paradisfågeln (De paradijsvogel) (h:ström, 2013) Ned
- Guido Knopp: Göring - mellan makt och vansinne (Göring. Eine Karriere) (Fischer & co., 2013) Ty
- Anna Enquist: Bedövarna (De verdovers) (Natur & Kultur, 2013) Ned
- Maurice Gilliams: Om vintern i Antwerpen (Winter te Antwerpen) (CKM förlag, 2013) Ned
- Murat Isik: Jorden vi miste (Verloren grond) (2244, 2014) Ned
- Otto de Kat: Besked från Berlin (Bericht uit Berlijn) (Lind & co., 2015) Ned
- Ida Simons: Timmen före midnatt (Een dwaze maagd) (Natur & Kultur, 2015) Ned
- Willem Elsschot: Irrblosset (Het dwaallicht) (CKM förlag, 2015) Ned
- Cees Nooteboom: Resa. Tre romaner (Philip och de andra; Alla själars dag; Paradiset förlorat) (Modernista, 2015) Ned
- Cees Nooteboom: En sång om sken och vara (Een lied van schijn en wezen) (Modernista, 2015) Ned
- Gerbrand Bakker: Däruppe är det tyst (Boven is het stil) (Nilsson, 2015) Ned
- Truus Matti: Tid för avgång (Vertrektijd) (Lindskog, 2015) Ned
- Joris Luyendijk: Simma med hajar (Dit kan niet waar zijn) (Natur & Kultur, 2016) Ned
- Tom Van de Voorde: Kärlek och jord (Liefde en aarde) (Rámus, 2016) Ned
- Gerbrand Bakker: Omvägen (De omweg) (Nilsson, 2016) Ned
- Otto de Kat: Julia (Julia) (Lind & co., 2016) Ned
- Natascha Kampusch: 10 år i frihet (10 Jahre Freiheit) (tillsammans med Heike Gronemeier)  (Bonnier, 2016) Ty
- Dola de Jong: Åkern är världen (En de akker is de wereld) (Nilsson, 2017) Ned
- Daan Heerma van Voss: Det sista kriget (De laatste oorlog) (Weyler, 2017) Ned
- Truus Matti: Mister Orange (Mister Orange) (Lindskog, 2017) Ned
- Dola de Jong: Trädet och vinrankan (De thuiswacht) (Nilsson, 2018) Ned
- Mustafa Stitou: Tempel [dikter i urval] (Rámus, 2018) Ned
- Rutger Bregman: Utopia för realister (Gratis geld voor iedereen) (Natur & Kultur, 2018) Ned
- Cees Nooteboom: Ljus över allt (Licht overal / Monniksoog) (Bokförlaget Edda, 2019) Ned
- Hugo Claus: Hunddagarna (De hondsdagen) (Lindskog, 2019) Ned
- Miek Zwamborn: Vi ses vid världens ände (De duimsprong) (Rámus, 2019) Ned
- Cees Nooteboom: Varmt hjärta, kylig blick. 24 essäer [urval] (Bokförlaget Faethon, 2019) Ned
- Eddy de Wind: Jag stannade kvar i Auschwitz (Eindstation Auschwitz) (Natur & Kultur, 2020) Ned
- Ari Folman & David Polonsky: Anne Franks dagbok (Anne Frank's Diary. The Graphic Adaption) (Norstedts, 2020) Eng/Ned
- Bart Moeyaert: Graz (Graz) (Rámus, 2020) Ned
- Annet Schaap: Emilia och pojken från havet (Lampje) (Lindskog, 2021) Ned
- Cees Nooteboom: Farväl. Dikt i virusets tid. (Afscheid) (Ellerström, 2021) Ned
- Tom Van de Voorde: Din tyngdkraft min fjäder (Jouw zwaartekracht mijn veer) (Rámus, 2022) Ned
- Jens Rehn: Inget i sikte (Nichts in Sicht) (Nilsson, 2022) Ty
- Hugo Claus: Sakrament (Omtrent Deedee) (Lindskog, 2022) Ned
- Louis Couperus: Den tysta kraften (De stille kracht) (Faethon, 2023) Ned
- Tip Marugg: Ännu en morgon kommer råmande (De morgen loeit weer aan) (Aska, 2023) Ned
- Hella S. Haasse: Min vän Urug (Oeroeg) (Lind & co., 2023) Ned
- Hugo Claus: I grannskapet (De mensen hiernaast) (Lindskog, 2024) Ned
- Ingrid Jonker: Vinden från Torwanabergen [dikter i urval] (Ellerström, 2025) Afr
- André Brink: Orgie (Orgie) (Ellerström, 2025) Afr
- Hella S. Haasse: Nyckelöga (Sleuteloog) (Lind & co., 2025) Ned

## Priser och utmärkelser
- 1975 – Albert Bonniers stipendiefond för yngre och nyare författare
- 1991 – Martinus Nijhoff prijs (nederländskt översättarpris)
- 1998 – Cultuurprijs van de Vlaamse Gemeenschap voor Vertalingen (belgiskt översättarpris)
- 1998 – Samfundet De Nios Särskilda pris
- 1998 – Albert Bonniers 100-årsminne
- 1999 – Signe Ekblad-Eldhs pris